# SN 2008gx
SN 2008gx – supernowa typu IIb odkryta 4 listopada 2008 roku w galaktyce NGC 3144. W momencie odkrycia miała maksymalną jasność 16,80m.